# Stuart (Oklahoma)
Stuart is een dorpje in de Amerikaanse staat Oklahoma. Stuart ligt op 1147 mijl (1845 km) van de Amerikaanse hoofdstad Washington en op 91 mijl (146 km) van de hoofdstad van Oklahoma (Oklahoma City). Het ligt in Hughes County. De exacte positie is 34,90 graden NB en 96,09 graden WL. Het gebied bestaat uit 0,715 m² landoppervlakte en 0 m² wateroppervlakte. Er wonen ongeveer 220 mensen in het dorp. Stuart bevat vijf kerken, waaronder twee doopsgezinde.
- Rassen in Stuart, Oklahoma: blank (82,3%), Amerikaans indiaans (15,5%), hispanic (4,1%), overig (2,3%).
- Voorouders van de bevolking: Iers (22,3%), Duits (9,5%), Schots-Iers (5,0%), Portugees (4,1%), Amerikaans (3,6%), Frans (2,7%).

## Plaatsen in de nabije omgeving
De onderstaande figuur toont nabijgelegen plaatsen in een straal van 24 km rond Stuart.